# Cheiloneurus bonariensis
Cheiloneurus bonariensis är en stekelart som beskrevs av De Santis 1986. Cheiloneurus bonariensis ingår i släktet Cheiloneurus och familjen sköldlussteklar. Inga underarter finns listade i Catalogue of Life.